# 佐伯旭雅
佐伯 旭雅（さえき きょくが、1828年 - 1891年1月31日）は、日本の僧。泉涌寺第143世長老。字は惠浄、雲洞。佐伯氏。

## 人物
阿波国三好郡三野村勢力内田熊三郎の末男。3歳の時に父を亡くし母兄に育てられる。12歳になり同郡加茂野宮村瀧寺靈雅に随って出家する。
加行灌頂の後、京都に遊学して、野山良基に華厳宗を学ぶ。また法如、隆栄、義観、智友に就いて倶舎、唯識を研鑽し、靈雄、龍潭、隆鎮に宗義と諸儀軌を受ける。密賢、大宝に天台宗を学び、智幢、仙岳、宝樹に随って野沢諸流の玄底を極める。
安政5年（1858年）8月7日、善通寺厳猷より随心院流の印可を受け寺を付嘱され、五重塔再建に勉めた。
明治維新後、廃仏毀釈運動が起こると、良基、増應、増隆、雲照、戒玉らと共に教部省の設置に尽力した。
天台、倶舎、唯識、悉曇、儀軌等に通じ、特に倶舎学に精通し、各地で多数の講義を行った。

## 著書
- 冠導倶舎論、30巻
- 冠導光寶二記、30巻
- 倶舎論名所雑記、6巻
- 倶舎論分科
- 倶舎論大意
- 倶舎論聞書
- 滅縁滅行決擇辨、各1巻
- 冠導唯識論述記、30巻
- 唯識論名所雑記、3巻
- 冠導増補大乗起信論義記、3巻
- 冠導唯識三類境選要、1巻
- 冠導因明三十三過本作法纂解、3巻
- 冠導三國仏法傳通縁起、3巻
- 真言宗安心、1巻
- 冠導八宗綱要、1巻